# TVR Sagaris
La TVR Sagaris est une voiture de sport conçue et construite par le constructeur britannique TVR dans son usine de Blackpool, Lancashire. 

## Conception et développement
La Sagaris a fait ses débuts au salon automobile MPH03 en 2003. Le modèle de pré-production a ensuite été présenté au salon de l'automobile de Birmingham 2004. En 2005, le modèle de production fut commercialisé auprès du public chez les concessionnaires TVR du monde entier.
Basée sur la TVR T350 la conception de la Sagaris a été en grande partie influencée par les courses d'endurance. La multitude de bouches d'aération, les ouvertures d'admission et d'autres caractéristiques sur la carrosserie permettent à la voiture d'être pilotée pendant de longues périodes sur les pistes de course sans qu'aucune modification ne soit nécessaire pour le refroidissement et la ventilation. Le modèle final de production recevait plusieurs solutions testées sur des modèles de pré-production comme les évents sur les ailes non découpés, des rétroviseurs extérieurs différents, l'emplacement du réservoir de carburant et les charnières du capot ainsi que d'autres variations.
Comme pour toutes les TVR des années 1990 et du début des années 2000, la Sagaris ne respectait pas la directive de l'Union européenne selon laquelle toutes les nouvelles voitures devraient être équipées de l'ABS et au moins d'airbags à l'avant. Peter Wheeler pensait en effet que de tels dispositifs favorisaient la confiance excessive et risquaient de mettre en danger la vie du conducteur en cas de tonneau, même si les TVR sont conçues pour résister à ce type d'accident. Ses voitures n'embarquaient également aucune aide électronique au conducteur (comme le contrôle de traction ou le contrôle électronique de stabilité).
Le nom de la voiture vient des sagaris, nom grec d'une hache de combat légère utilisée par les Scythes et redoutée pour sa capacité à pénétrer les armures de leurs ennemis. La voiture a été conçue par Graham Browne.
Daniel Boardman, l'ingénieur en chef impliqué dans le projet Sagaris, était frustré par les problèmes de qualité récurrents de TVR bien connus tels que l'infiltration d'eau, les garnitures qui se décollaient et la conduite délicate. Il passa beaucoup de temps à s'assurer que la Sagaris soit correctement conçu dès le départ. La suspension fut développée pour éliminer le rebond avec des amortisseurs réglés grâce à la contribution de Bilstein et Multimatic. Le capot fut pensé afin de fonctionner comme n'importe quel capot en acier conventionnel et les joints de porte ont méticuleusement vérifiés pour éviter toute infiltration d'eau. Le journaliste auto Jeremy Clarkson a décrit le résultat final comme « la meilleure TVR jamais créée ».
En 2008, TVR a dévoilé la Sagaris 2, conçue pour remplacer la Sagaris première série. Le prototype a subi des modifications mineures par rapport à la voiture d'origine, notamment un diffuseur arrière, un système d'échappement révisés, ainsi que des améliorations à l'intérieur de l'habitacle.
En 2018, la TVR Sagaris originale était toujours disponible à l'achat sous forme de kit.

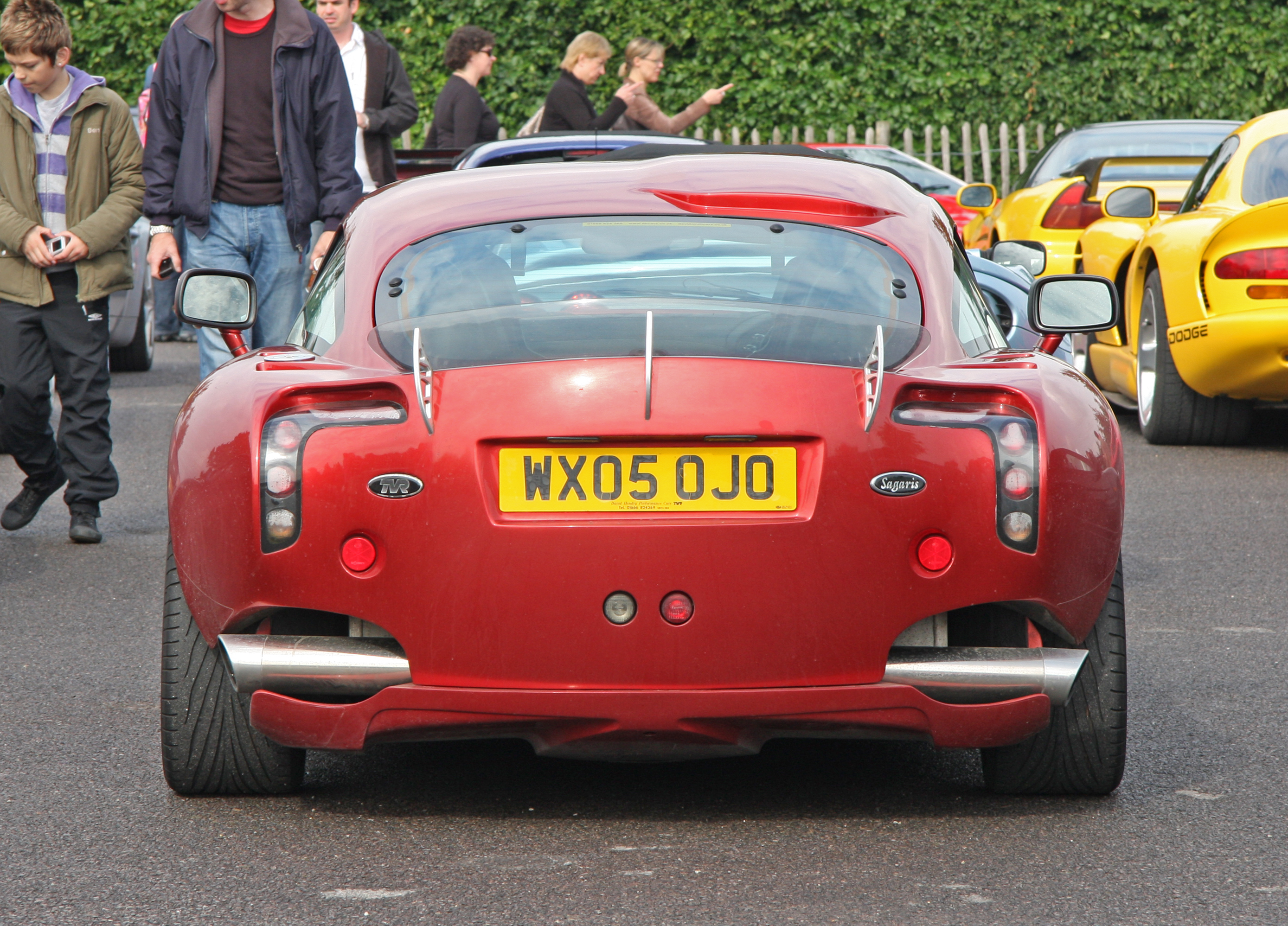
Vue arrière Sagaris première série
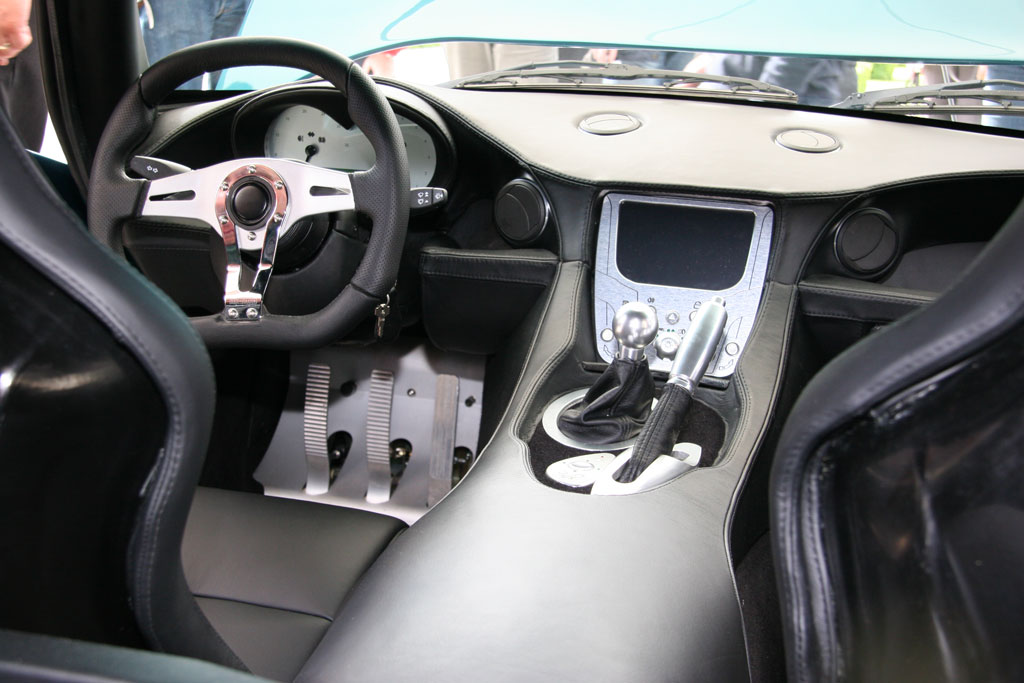
Intérieur Sagaris
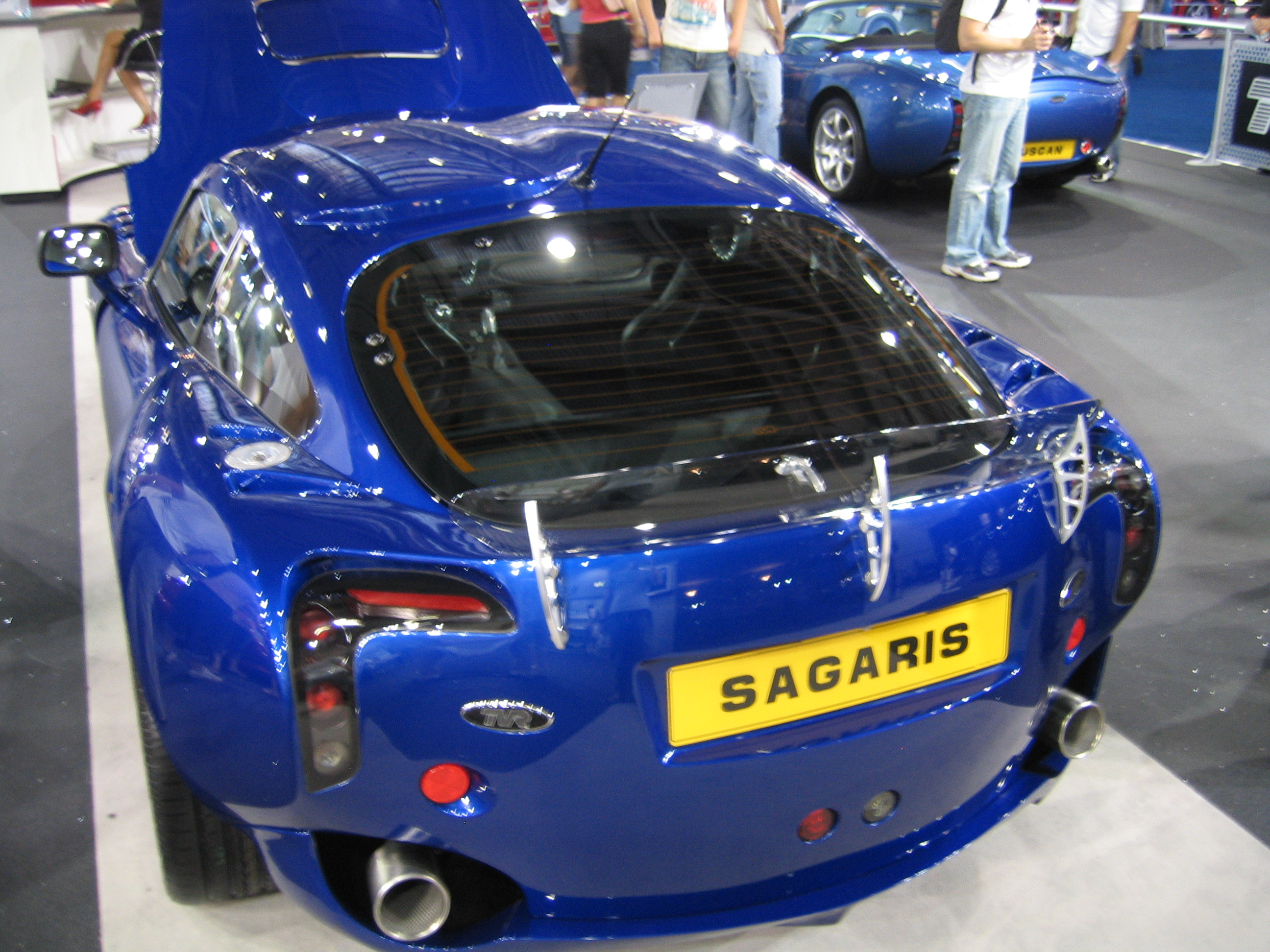
Sagaris deuxième série avec ses sorties d'échappements plus conventionnelles

## Caractéristiques
Moteur

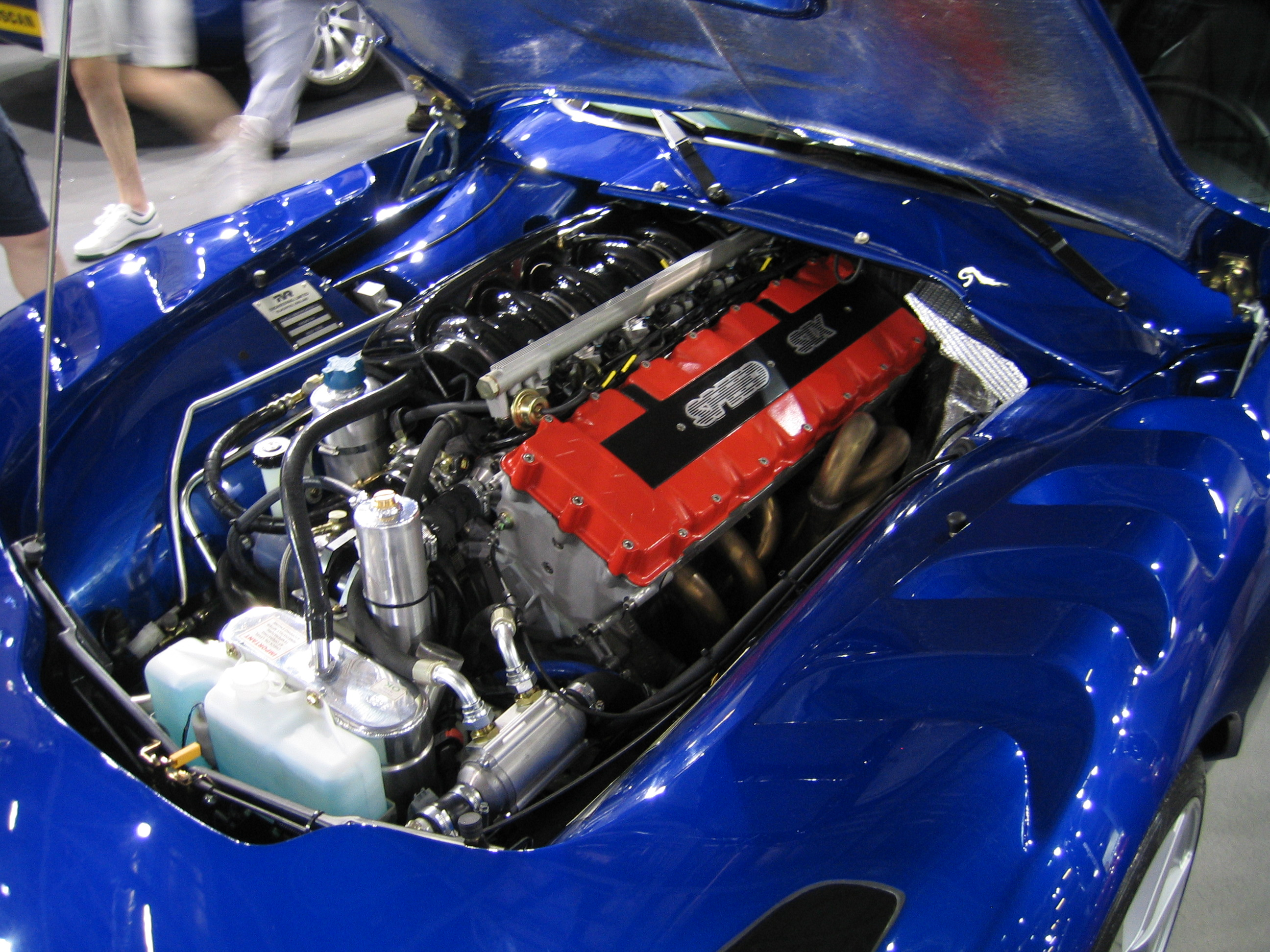
Moteur TVR Speed Six engine

- Moteur : Sagaris Tennis GH TVR Speed Six engine
- Cylindrée : 3 996 cm3
- Puissance: 412 ch (303 kW) à 7 000 tr/min
- Sortie couple : 473 N m à 5 000 tr/min[5]
- Alésage × course : 96 × 92 mm
- Taux de compression : 12,2: 1
- Distribution : DACT 4 soupapes par cylindre
- Durée d'arbre à cames : admission 264, échappement 264 standard

Roues et pneus
- Roues : type Spider 18 x 8,5 pouces en alliage d'aluminium
- Pneus : 255/35 R18

Performances
- Vitesse maximale : 298 km/h
- 0 à 97 km/h : 3,7 secondes [6]
- 97 à 0 km/h : 2,9 secondes [7]

## Compétition
La version de compétition de la Sagaris a été engagée dans la British GT Cup 2011 par le Team Winstanley et conduite par Danny Winstanley. La voiture de course avait un châssis d'usine standard mais était équipée de la version améliorée du moteur TVR Supersport Speed Six de 420 ch. Lors de sa première saison, cette voiture a enregistré des victoires à Oulton Park et Brands Hatch.

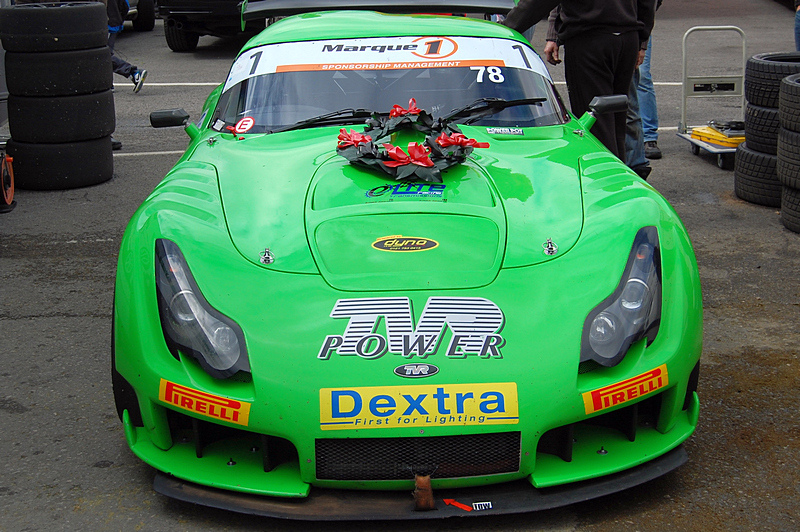
TVR Sagaris Racing Supersport après sa victoire de la GT Cup à Oulton Park, Grande Bretagne
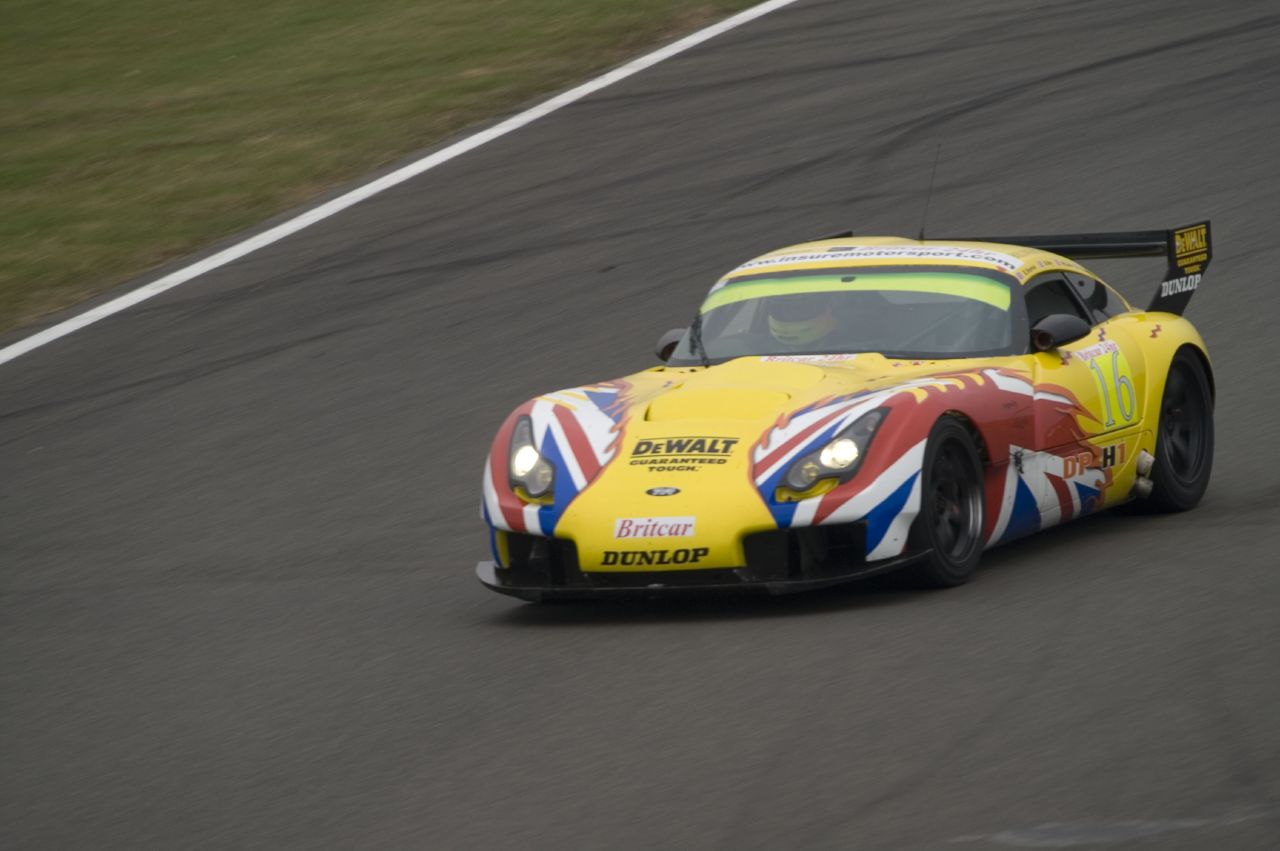
Version compétition de la TVR Sagaris 2007
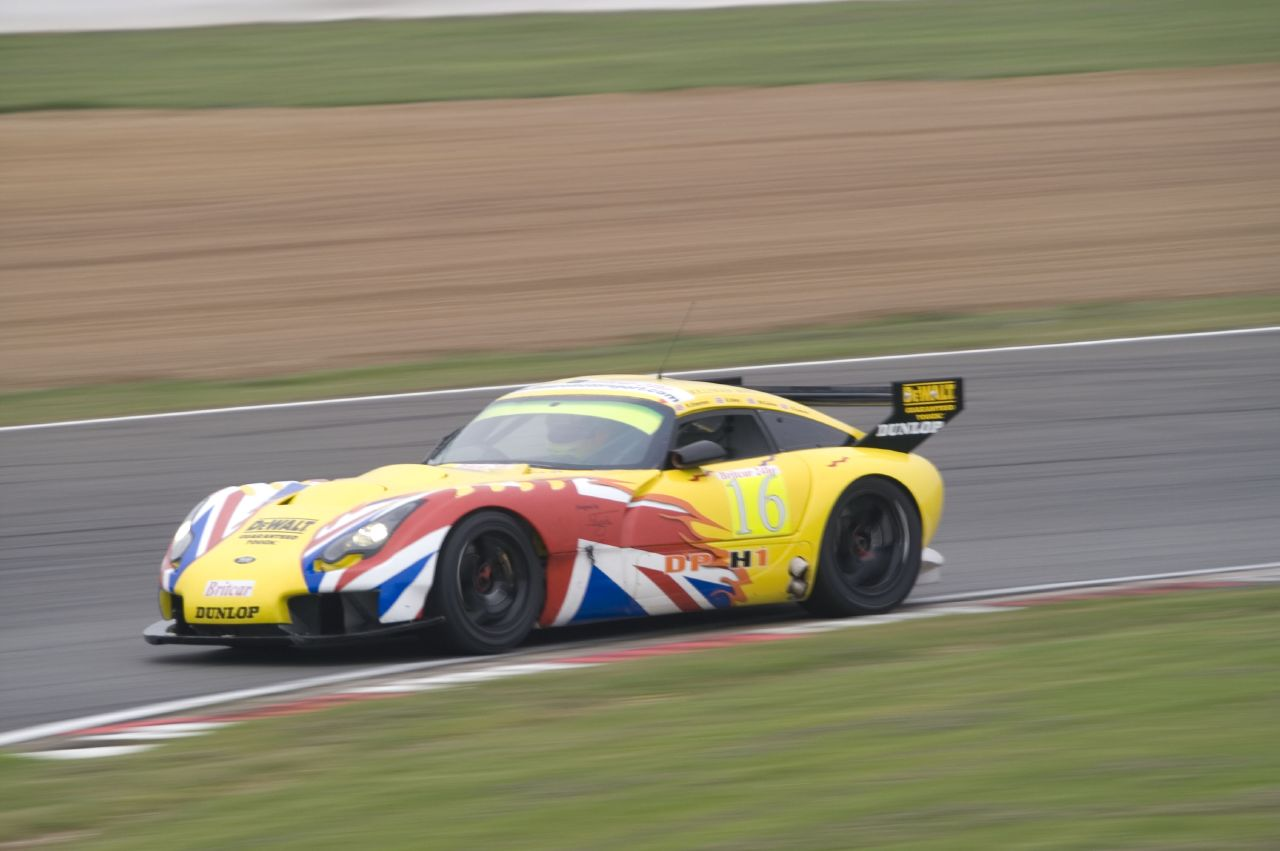
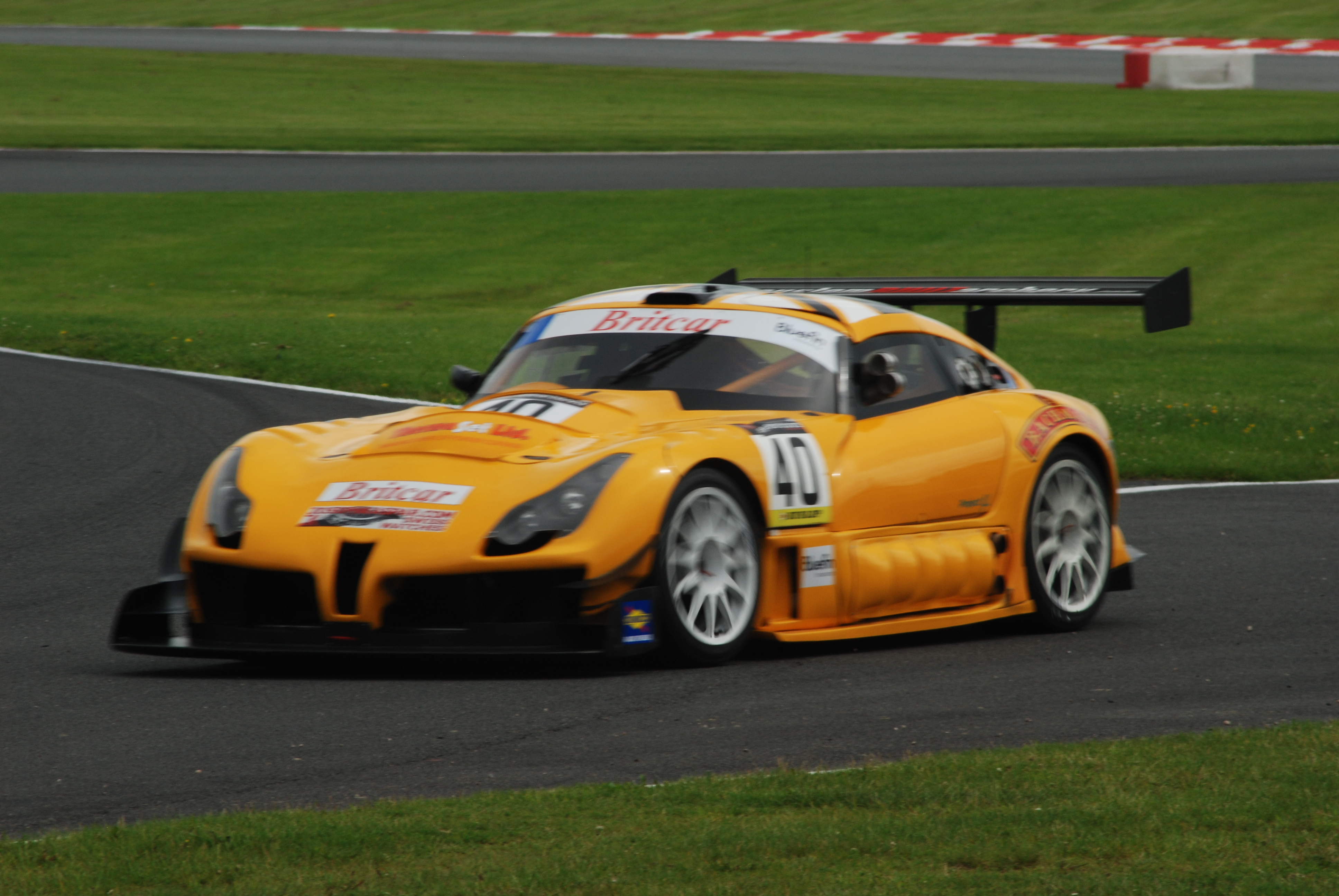
TVR Sagaris compétition 2012

## Culture populaire
Dans le jeu vidéo Xbox 360 Forza Horizon 2, une Sagaris 2005 violet métallisé est la voiture de série, avec 385 ch. La voiture est également disponible dans la suite de Forza Horizon 2, Forza Horizon 3. Les Sagaris figuraient dans les jeux vidéo Forza Motorsport 4, Test Drive Unlimited de 2007 et Test Drive Unlimited 2 de 2011 et dans le jeu vidéo The Crew 2014. Elle figurait également sur la Xbox originelle dans Project Gotham Racing 2. Elle est aussi connue, dans le jeu Asphalt 8 avec sa version nommée TVR Sagaris spécial édition à l'occasion de l'année du cochon. Elle reprend les couleurs de la Chine et du dragon nocturne.
Dans le film The Heavy de 2010, Gary Stretch conduit une Sagaris noire.